# Fallschirm-Sturmgeschütz-Brigade 21
De Fallschirm-Sturmgeschütz-Brigade Schmitz / Fallschirm-Sturmgeschütz-Brigade 21 / Fallschirm-Sturmgeschütz-Brigade 210 was tijdens de Tweede Wereldoorlog een Duitse Sturmgeschütz-eenheid van de Luftwaffe ter grootte van een afdeling, uitgerust met gemechaniseerd geschut. Deze eenheid was een zogenaamde Heerestruppe, d.w.z. niet direct toegewezen aan een divisie, maar ressorterend onder een hoger commando, zoals een legerkorps of leger.
Deze Sturmgeschütz-eenheid kwam in actie in Italië gedurende zijn hele bestaan.

## Krijgsgeschiedenis

### Fallschirm-Sturmgeschütz-Brigade Schmitz
Fallschirm-Sturmgeschütz-Brigade Schmitz werd opgericht in Italië in juni 1944 uit 2./Fallschirm-Panzer-Jäger-Abteilung 2. De brigade wird uitgerust met buitgemaakte Italiaanse Sturmgeschützen StuG M42 (mit 75/18 850(i) en/of 75/34 851(i)) en M43 mit 105/25 853(i).

### Fallschirm-Sturmgeschütz-Brigade 21
De brigade werd op 19 januari 1945 omgedoopt in Fallschirm-Sturmgeschütz-Brigade 21. In februari 1945 bevond de brigade zich bij het 1e Parachutistenkorps aan de Ligurische kust.

### Fallschirm-Sturmgeschütz-Brigade 210
Op 28 maart 1945 werd de brigade nogmaals omgedoopt, nu tot Fallschirm-Sturmgeschütz-Brigade 210.

### Einde
De Fallschirm-Sturmgeschütz-Brigade 210 capituleerde in Noord-Italië op 2 mei 1945.

## Samenstelling
- Staf
- 1e Batterij
- 2e Batterij
- 3e Batterij
- 4e Batterij (onzeker)

## Commandanten
| Rang                                      | Naam           | Begin     | Eind       |
| ----------------------------------------- | -------------- | --------- | ---------- |
| Major Oberstleutnant vanaf 1 januari 1945 | August Schmitz | juni 1944 | 2 mei 1945 |